# Chichimecactus corregidorae
Chichimecactus corregidorae es una especie de planta suculenta perteneciente a la familia Cactaceae y único miembro del género monotípico Chichimecactus. Es endémica del noreste de México.

## Descripción
Chichimecactus corregidorae es una especie de cactus de tallo simple que ocasionalmente puede estar ramificado. Cuando son jóvenes tienen forma globosa y de adultos pasan de globosos a largamente cilíndricos. Pueden alcanzar de 18 a 23 cm de altura y de 8 a 12 cm de diámetro y son de color verde grisáceo o verde glauco. Tienen unas raíz simple, fibrosa y ligeramente gruesa cerca del tallo. 
Presentan de 8 a 13 costillas dispuestas en espiral y divididas en tubérculos de 0,7 a 1,3 cm de longitud y de 0,9 a 2 cm de diámetro en la base. Sobre ellas se asientan aréolas de 4,2 a 4,9 mm de longitud y de 2,9 a 3,1 mm de ancho, con tricomas sólo en las aréolas jóvenes y cercanas al meristemo apical.  
Tienen espinas de 2 a 3,5 cm de longitud, siendo las de la región superior de la aréola, más cortas, delgadas y algo flexibles, y las de la región media, más largas, gruesas y rígidas. Las espinas cubren al menos 2/3 del cuerpo de la planta, son grises cuando son jóvenes y pasan a negro–grisáceas al madurar. 
Las flores son de color amarillo y miden de 3,5 a 4 cm de longitud e igual diámetro. Los frutos miden de 0,9 a 1,1 cm de longitud y de  0,6 a 0,7 cm de diámetro. Son elipsoidales, desnudos y su color va variando desde amarillo–verdoso (a veces con tonos purpúreos) al madurar hasta amarillo pálido al secarse. Las semillas miden de 0,5 a 0,6 cm de longitud, tienen forma obovoide y son de color castaño–rojizo.

## Distribución y hábitat
El área de distribución nativa de esta especie es el noreste de México (concretamente en los estados de Querétaroy Hidalgo) y crece principalmente en el bioma desértico o de matorral seco.

## Taxonomía
La primera descripción de esta especie fue como Strombocactus corregidorae, publicada en 2010 por los botánicos Ángel Salvador Arias Montes y Emiliano Sánchez M. en la Revista Mexicana de Biodiversidad 81: 620.
Más tarde, los botánicos mexicanos Rolando T. Bárcenas, Héctor Manuel Hernández & Patricia Hernández-Ledesma crearon el género Chichimecactus donde trasladaron a la especie, por lo que pasó a llamarse Chichimecactus corregidorae. Registraron estos cambios en la revista científica Phytotaxa 512: 155, publicada en 2021.
Etimología
- Chichimecactus: nombre genérico que proviene de la combinación de dos elementos: Chichimeca (que hace referencia a los Chichimecas, un grupo indígena que habitó en la región central de México) y cactus (término latino que hace referencia a las plantas del género Cactaceae).[4]
- corregidorae: epíteto específico otorgado en honor a doña Josefa Ortiz Girón (1773–1829), conocida en la historia de México como Josefa Ortiz de Domínguez (Corregidora de Querétaro) cuya voz inflamó a la patria con el hálito de la libertad.[5]

## Usos
Se cultiva principalmente como planta ornamental y su propagación se realiza normalmente a través de esquejes o semillas.